# Centropogon exsertus
Centropogon exsertus är en klockväxtart som beskrevs av Thomas G. Lammers. Centropogon exsertus ingår i släktet Centropogon och familjen klockväxter. Inga underarter finns listade i Catalogue of Life.